# Близкие друзья (Сезон 1)
Премьера первого сезона американо-канадского сериала «Близкие друзья» (англ. Queer As Folk) состоялась 3 декабря 2000 года на каналах «Showtime» в США и 22 января 2001 года на «Showcase» Канаде. Сезон состоит из 22 эпизодов.

## Сюжет
Главные герои сериала — представители гей-сообщества города Питтсбург. Майкл Новотны работает менеджером в супермаркете и увлекается коллекционированием комиксов. Его мать, чудаковатая Дэбби, работает в кафе на Либерти-авеню, улице, где расположены все гей-заведения города. Брат Дэбби, дядя Вик, который болен СПИДом, живёт со своей сестрой. Друзья Майкла — Эммет Ханикатт, манерный, но невероятно очаровательный гей, и Тэд Шмидт, офисный служащий, тайно влюблённый в Майкла. Лучший друг Майкла — обворожительный 29-летний Брайан Кинни, о котором мечтает каждый гей города, однако мужчина не верит в романтические отношения, позволяя себе максимум секс на один-два раза.
Однако всё меняется, когда на Либерти-авеню появляется 17-летний Джастин. Его замечает Брайан, с которым юноша теряет свою девственность. После этого Джастин начинает буквально преследовать Брайана, но со временем он начинает вписываться в компанию и гей-сообщество вообще. Между тем, дома у Джастина непростые отношения с матерью Дженнифер, которая искренне любит сына и пытается его понять, а также отцом-гомофобом, который даже нападает на Брайана. У Брайана свои проблемы — его лучшая подруга Линдси только что родила от него сына Гаса, которого будет воспитывать вместе со своей спутницей, адвокатом Мэлани, с которой у Брайана сложились непростые отношения. У Майкла впервые за долгое время возникают серьёзные отношения с хиропрактиком Дэвидом. Дэвид полон решимости завоевать Майка, чьим вниманием владеет Брайан.
Между тем, Тэд после несчастной встречи с юношей по имени Блэйк впадает в кому, приняв лекарство. А выйдя из неё, он полон решимости изменить свой образ жизни. Однако со временем он понимает, что его жизнь его вполне устраивает. Вновь встретив Блэйка, он решает помочь ему избавиться от наркозависимости, и вскоре у молодых людей начинается роман.

## В ролях
| Основной состав: - Гейл Харольд — Брайан Кинни - Хэл Спаркс — Майкл Новотны - Ренди Харрисон — Джастин Тейлор - Питер Пейдж — Эмметт Ханикатт - Скотт Лоуэлл — Теодор Шмидт - Теа Гилл — Линдси Питерсон - Мишель Клуни — Мелани Маркус - Шерон Глесс — Дебби Новотны - Джек Уэзеролл — Вик Грасси - Крис Поттер — Дэвид Кэмерон | Приглашённые звёзды: - Шерри Миллер — Дженнифер Тейлор - Макила Смит — Дафни Чендерс - Алек МакКлюр — Крис Хоббс - Линдси Коннелл — Трейси - Дин Армстронг — Блэйк Визэки - Стефани Мур — Синтия - Дайан Лэтфорд — Марли - Джон Фури — Крэйг Тейлор - Лоуренс Дэйн — Джек Кинни |

## Описание эпизодов
| Эпизод | Название                                                         | Дата выхода в эфир (2001)             | Режиссёр         | Сценаристы                                               |
| --- | ---------------------------------------------------------------- | ------------------------------------- | ---------------- | -------------------------------------------------------- |
| |                                                                  |                                       |                  |                                                          |
| 1x01 | «Premiere» «Премьера»                                            | 3 декабря (США)1 22 января (Канада)2  | Рассел Малкэхи   | Рон Коэн и Дэниэл Липман                                 |
| Майкл, Тэд, Эмметт и Брайан — группа друзей-геев, которые проводят каждый вечер в клубе «Вавилон». В один из таких вечеров 29-летний Брайан встречает 17-летнего Джастина, который впервые пришёл в гейский район, чтобы лишиться девственности. Брайан отводит Джастина к себе домой, но их ночь секса неожиданно прерывается телефонным звонком — подруга Брайана, лесбиянка Линдси, родила от него сына, которого будет воспитывать со своей партнёршей Мэлани. Майкл приводит к себе парня, который весь вечер смотрел на него в клубе, но Брайан звонит другу, чтобы рассказать о новости, и свидание откладывается. Брайан, Джастин и Майкл мчатся в больницу, чтобы увидеть новорождённого Гаса. Тем же вечером между Брайаном и Майклом происходит памятный разговор на крыше госпиталя, а затем Брайан и Джастин возвращаются в квартиру мужчины. На следующее утро Брайан не может вспомнить, кто такой Джастин, но соглашается отвезти его в школу на своей машине, на которой подростки той ночью написали «педик». Восторженный Джастин смотрит влюблёнными глазами на удаляющуюся машину Брайана. |                                                                  |                                       |                  |                                                          |
| |                                                                  |                                       |                  |                                                          |
| 1x02 | «Queer, There & Everywhere» «Педики повсюду»                     | 3 декабря (США)1 22 января (Канада)2  | Рассел Малкэхи   | Рон Коэн и Дэниэл Липман                                 |
| Занимаясь продвижением новой марки пива, Брайан привлекает внимание женатого клиента, которого соблазняет прямо в туалете офиса. Джастин продолжает мечтать о новой встрече с Брайаном, а босс Тэда ловит мужчину за просмотром гей-порно сайта. Джастин признаётся своей подруге Дафни в том, что он гей, и рассказывает ей выдуманные истории о том, как Брайан признался ему в любви. Боясь осуждения коллег, Майкл соглашается пойти с ними в боулинг, чтобы сблизиться с красавицей Трейси, которая явно неравнодушна к Майклу. Вечером Джастин возвращается на Либерти-авеню, где встречает Брайана, недовольного тем, что юноша его преследует. Майкл чувствует ответственность за Джастина и ссорится из-за этого с Брайаном. Майкл отводит Джастина в кафе своей матери Дэбби, поддерживающей своего сына во всём и являющейся яростной защитницей прав геев. Мэлани говорит Линдси, что сомневается в отцовских качествах Брайана, который ведёт себя крайне безответственно. Джастин приходит на квартиру Брайана и застаёт там другого мужчину. В слезах, Джастин пытается признаться в любви Брайану, но мужчина напоминает, что между ними был всего лишь секс — Брайан не верит в любовь, и Джастин никогда не сможет быть с ним. |                                                                  |                                       |                  |                                                          |
| |                                                                  |                                       |                  |                                                          |
| 1x03 | «No Bris, No Shirt, No Service» «Ничего после»                   | 10 декабря (США)1 22 января (Канада)2 | Кевин Инч        | Рон Коэн и Дэниэл Липман                                 |
| Линдси и Мэлани устраивают вечеринку по случаю рождения Гаса, где Майкл задумывается о различиях между мужчинами и женщинами. А на эти мысли натолкнул его Брайан, который категорически отказывается идти на вечеринку, мотивируя свой отказ отвращением к куче сюсюкающих лесбиянок. Эмметт встречается с молодым азиатом, который не говорит по-английски — мужчина считает, что юноша влюбился в него, однако Эмметта ждёт разочарование — азиат — парень-эскорт, и ждёт, чтобы тот ему заплатил. Джастин делится переживаниями насчёт Брайана с Дафни. На вечеринке Эмметт встречает раввина, собирающегося сделать Гасу обрезание — не выдержав подробностей, Эмметт падает в обморок. Неожиданно на вечеринку заявляется Брайан и устраивает скандал из-за того, что он не хочет, чтобы Гасу делали обрезание. Тем же вечером Дафни приходит вместе с Джастином на Либерти-авеню в поисках Брайана и компании. Трейси, коллега Майкла, встречает его возле гей-бара, и мужчине приходится соврать, что его друг — гей, а он натурал, составивший ему компанию. Тэд знакомится с парнем по имени Блейк и приводит его к себе домой, где новый знакомый уговаривает Тэда принять наркотик, от которого ему становится плохо. В панике Блейк сбегает от Тэда, находящегося без сознания. Джастин появляется в клубе, и Брайана вновь влечёт к юноше, а Майкл с грустью наблюдает за ними. |                                                                  |                                       |                  |                                                          |
| |                                                                  |                                       |                  |                                                          |
| 1x04 | «Ted’s Not Dead» «Тэд жив!»                                      | 17 декабря (США) 29 января (Канада)   | Кевин Инч        | Ричард Крамер                                            |
| За завтраком друзья делятся впечатлениями предыдущего вечера, а Дэбби удивляет, что они не с Тэдом, который находится в коме в больнице. Там они знакомятся с Маргарет Шмидт, матерью Тэда, которая винит в трагедии, случившейся с её сыном, образ жизни, который он ведёт. Брайан примечает обворожительного медбрата. Дженнифер, мать Джастина, находит рисунки сына — на них изображены обнажённые мужчины и понимает, что Джастин — гей. Между тем, отбывая наказание вместе с одноклассником Крисом, Джастин соблазняет его. Выясняется, что Мэлани — адвокат Тэда. Согласно завещанию, именно Брайан должен будет отключить аппарат жизнеобеспечения, если станет понятно, что Тэда не выйдет из комы. Дженнифер пытается поговорить с Джастином по дороге на работу, но беседа заканчивается очередной ссорой, и женщина понимает, что совершенно не знает своего сына — она открыто спрашивает Дажстина, есть ли у него парень. Растерянный юноша останавливает машину и сбегает от матери. Линдси понимает, что вновь оказалась меж двух огней, когда Брайан приходит к ней домой и ссорится с Мэлани. Тем временем, Эмметт и Майкл приходят на квартиру Тэда, чтобы убрать все следы его личной жизни перед приходом Маргарет, и обнаруживают там стену с фотографиями Майка, в которого втайне влюблён Тэд. В поисках Брайана Джастин оказывается в кафе Дэбби, а сам мужчина между тем приходит в палату Тэда, где занимается сексом с тем самым медбратом прямо на соседней больничной койке с Тэдом, который неожиданно приходит в себя. Дэбби приводит Джастина домой, вызвав раздражение Майкла. Брайан приходит к Майклу, где у него происходит секс с Джастином прямо в комнате друга. Позже Дэбби и Майкл приезжают домой к Джастину, чтобы поговорить с его матерью. Между тем, Тэд собирает свои вещи, чтобы вернуться домой, и его мать говорит, что рада за сына, так как у него есть такой прекрасный друг, как Майкл. Позже вся компания приезжает домой к Тэду, где Брайан спрашивает, почему Тэд поручил именно ему столь важное дело — Тэд отвечает, что Брайан самый бессердечный человек из всех, кого он знает, и мог бы с лёгкостью отключить аппарат жизнеобеспечения. |                                                                  |                                       |                  |                                                          |
| |                                                                  |                                       |                  |                                                          |
| 1x05 | «Now Approaching… The Line» «У самой черты»                      | 7 января (США) 2 февраля (Канада)     | Кэри Скогланд    | Джейсон Шефер                                            |
| Под давлением Марли, Майкл назначает свидание Трейси. Чтобы наладить отношения с сыном, Дженнифер записывает себя и Джастина на приём к психоаналитику, однако эти встречи не приносят никакой пользы. У Брайана возникают трудности на работе, когда потенциальный клиент отказывается нанять его в качестве рекламщика. Тэд решил немного остепениться и больше не ходить в клубы. Тем же вечером Джастин вновь находит Брайана, но тот ускользает от него к новому любовнику, а Дафни вынуждена была сказать Деженнифер, где её сын — женщина появляется на Либерти-авеню. Джастин сбегает на квартиру к Брайану, где тот собирался заняться сексом, и он соглашается пригласить юношу, изменив планы. На следующее утро выясняется, что потенциальный клиент Брайана, Марвин — тоже гей, и он согласен назначить Брайна управляющим проектом, если тот переспит с ним. Из-за болей в спине Майкл приходит на приём к врачу-мануальщику, которым оказывается обворожительный доктор Дэвид Камерон. Дженнифер приходит в кафе Дэбби, чтобы попросить совета насчёт Джастина. Последовав совету, она говорит сыну, что всё ещё любит его, и Джастин соглашается провести день со своей матерью. Дэвид приходит в магазин Майкла и, к его удивлению, приглашает на свидание. Разглядывая картины в музее вместе со своей матерью, Джастин встречает парня, с которым позже занимается сексом в туалете музея. Линдси устраивает вечер на троих, чтобы наладить отношения между Мэлани и Брайаном, но мужчина не приходит, тем временем устраивая стриптиз для Марвина. Однако, когда Брайан узнаёт, что из-за секса мужчина отказался навестить дочь, попавшую в больницу с переломом руки, уходит от Марвина и приезжает к Линдси. После ужина Дэвид отказывается заняться с Майклом сексом, так как сначала он хочет получше узнать его. Тогда Майкл отправляется в клуб, где занимается сексом с незнакомцем. |                                                                  |                                       |                  |                                                          |
| |                                                                  |                                       |                  |                                                          |
| 1x06 | «The Art Of Desperation» «Искусство отчаяния»                    | 21 января (США) 12 февраля (Канада)   | Кэри Скогланд    | Джонатан Толинс                                          |
| Майкл злится на себя за то, что испортил свидание с Дэвидом и записывается на очередной приём к Дэвиду. Прогуливаясь с Дафни по Либерти-Авеню, Джастин встречает Линдси и Мэлани и соглашается помочь отнести покупки к ним домой. Брайан приезжает навестить сына и с удивлением обнаруживает там Джастина, чьи рисунки оценила Линдси — она предлагает устроить выставку его работ в своей галерее. Тэд и Эмметт записываются в специальную программу быстрого свидания, где участникам выдаётся возможность рассказать о себе и послушать других, с целью пригласить на свидание понравившегося парня. Дэвид и Майкл впервые занимаются сексом. Тэд идёт на свидание с милым парнем по имени Роджер, но пока отказывается заняться с ним сексом. Дафни случайно рассказывает Дженнифер о выставке работ её сына. Майкл знакомит Дэвида с Дэбби и своими друзьями, и Брайан узнаёт в Дэвиде своего бывшего любовника. Дженнифер приходит на открытие выставки и видит Джастина с Брайаном, представляя себе, как мужчина занимается сексом с её сыном. Не зная, кто такой Дэвид, Мэлани рассказывает ему лишнего о взаимоотношениях Брайана и Майкла. Между тем, насмотревшись эротических фотографий на выставке, Тэд и Роджер приходят в возбуждение и уходят, чтобы заняться сексом. Но Тэд прерывает начавшийся было секс, поняв, что Роджер — не в его вкусе. Расстроенная Дженнифер покидает выставку, а Дэбби бросается ей вдогонку, чтобы успокоить. Тэд встречает в клубе Блейка и узнаёт, что тот вызвал ему скорую после того, как сбежал. Тэд понимает, что ему нравится та жизнь, которой он жил раньше. Дэвида одолевают сомнения на счёт отношений Майкла и Брайана. |                                                                  |                                       |                  |                                                          |
| |                                                                  |                                       |                  |                                                          |
| 1x07 | «Smells Like Codependence» «Типичная зависимость»                | 28 января (США) 19 февраля (Канада)   | Дэвид Уэлингтон  | Рон Коэн и Дэниэл Липман                                 |
| Джастин прокалывает сосок. Дэвид случайно знакомится с Дэбби, и женщина приглашает его и Майкла к ней на ужин, во время которого Дэвид воспроизводит сцену из любимого мультфильма Майкла, «Леди и Бродяга». Между тем, Дженнифер рассказывает отцу Джастина о том, что их сын — гей. Мужчина не может поверить в это, но когда узнаёт о романе Джастина с Брайаном, то выслеживает его и врезается несколько раз в его машину. Майкл и Дэвид отдыхают в загородном доме Дэвида, но когда Майкл узнаёт о произошедшем с Брайаном, настаивает на том, что бы они вернулись в город. В конце концов, Дэвид, полный решимости быть с Майклом, говорит Брайану, чтобы тот дал Майклу жить своей жизнью, если их дружба действительно что-то значит для него. |                                                                  |                                       |                  |                                                          |
| |                                                                  |                                       |                  |                                                          |
| 1x08 | «Babylon Boomerang» «Возвращение в Вавилон»                      | 4 февраля (США) 26 февраля (Канада)   | Стив ДиМарко     | Ричард Крамер                                            |
| Отец Джастина нападает на Брайана и говорит сыну, что тот может не возвращаться домой. Дэбби становится плохо прямо на работе, и Майкл узнаёт от Вика, что их дом опять заложен, и денег на лечение Вика не хватает. Между тем, Майкл может быть кандидатом на повышение, а Джастин медленно, но верно начинает завоёвывать сердце Брайана. Дженнифер приносит Брайану вещи сына и выписывает чек на расходы. Майкл должен найти спутницу на вечеринку у босса и решает пригласить свою коллегу Трейси. |                                                                  |                                       |                  |                                                          |
| |                                                                  |                                       |                  |                                                          |
| 1x09 | «Daddy Dearest (Sonny Boy)» «Папин малыш»                        | 11 февраля (США) 5 марта (Канада)     | Джон Грейсон     | Джейсон Шефер и Джонатан Толинс                          |
| У малыша Гаса поднялась температура, и Линдси вызвала Брайана в больницу. Джастин надеется, что наладит отношения с отцом. Эммет создал себе интернет-профайл, в котором наврал про себя, а теперь его собеседник хочет встретиться в жизни. Решив удалить страницу, Эммету приходит видение и его идеальной стороны, которое не прочь начать собственную жизнь. Майкл переживает, что Дэвид не знакомит его со своими друзьями, тогда доктор решает устроить званый ужин, на котором всем представит своего нового парня. Брайан встречается со своим отцом. По просьбе Мэлани Брайан готов отказаться от родительских прав на Гаса, однако затем передумывает. |                                                                  |                                       |                  |                                                          |
| |                                                                  |                                       |                  |                                                          |
| 1x10 | «Queens Of The Road» «Королевны отправляются в путешествие»      | 18 февраля (США) 12 марта (Канада)    | Джон Л’Кьёр      | Даг Гинан                                                |
| Дэвид предложил Майку переехать к нему, однако мужчина не торопиться с ответом. Квартиру Брайана ограбили из-за того, что Джастин, уходя, забыл включить сигнализацию. Джастин сбегает в Нью-Йорк с кредитной карточкой Брайана, а Дафни рассказывает об этом всем остальным. Вся компания отправляется в Большое яблоко. Брайан находит Джастина в отеле, где юноша снимает шикарный номер. Дэбби приглашает Джастина пожить к себе. |                                                                  |                                       |                  |                                                          |
| |                                                                  |                                       |                  |                                                          |
| 1x11 | «Surprise!» «Вечеринка-сюрприз»                                  | 25 февраля (США) 19 марта (Канада)    | Майкл ДэКарло    | Джейсон Шефер и Джонатан Толинс                          |
| Брайан решает устроить вечеринку по случаю 30-летия Майкла и приглашает Дэвида, с которым Майкл расстался. Тэд и Эмметт сдают анализ на ВИЧ: Тэд здоров, а Эмметта просят подъехать в офис врача. На вечеринке Брайан рассказывает Тэду, что Майкл в курсе его чувств. Эмметт рассказывает Вику, что, возможно, у него ВИЧ. Брайан пригласил Трэйси на вечеринку, где она узнаёт, что Майкл — гей. К концу вечеринки, Брайан настраивает против себя всех друзей. |                                                                  |                                       |                  |                                                          |
| |                                                                  |                                       |                  |                                                          |
| 1x12 | «Move It Or Lose It» «Борись до конца или отступись»             | 4 марта (США) 26 марта (Канада)       | Джон Грейсон     | Рон Коэн, Дэниэл Липман и Ричард Крамер                  |
| Узнав, что он здоров, Эмметт отказался от отношений с мужчинами, так как обещал это Богу во время молитвы. Брайан и Майкл находятся в ссоре, и Брайан хочет проводить время с Тэдом, однако понимает, что с ним не так весело, как с Майклом. Между тем, никто не понимает, почему Брайан не собирается мириться с Майклом, и лишь Дэбби поблагодарила его за его поступок. Тем временем, общаясь с Брайаном,Тэд каждый вечер находит себе нового парня. Эммет знакомится с молодым мужчиной, который состоит в обществе геев и лесбиянок, желающих стать натуралами. |                                                                  |                                       |                  |                                                          |
| |                                                                  |                                       |                  |                                                          |
| 1x13 | «Very Stupid People» «Глупые люди»                               | 11 марта (США) 2 апреля (Канада)      | Рон Оливер       | Дрю З. Гринберг                                          |
| Эмметт всерьёз решил изменить свою жизнь и стать натуралом. Мэлани, устав от постоянного напоминания о том, что она не является родительницей Гаса, начинает встречаться с Мэриэнн, а позже изменяет с ней Линдси. Брайан занимается сексом со своим молодым сотрудником Кипом, который затем начинает шантажировать Брайана, угрожая выдвинуть обвинения в сексуальных домогательствах на работе. Тэд и Майкл идут на спектакль, в котором главную роль играет порно-звезда Зак О’Тул. Увидев пьесу, ребята приглашают Зака на встречу с Эмметтом, чтобы разубедить мужчину в его сомнениях относительно своей ориентации. Мэлани рассказывает Линдси правду. |                                                                  |                                       |                  |                                                          |
| |                                                                  |                                       |                  |                                                          |
| 1x14 | «A Change Of Heart» «Внутренние перемены»                        | 18 марта (США) 9 апреля (Канада)      | Майкл ДэКарло    | Даг Гинан                                                |
| После того, как дело о сексуальных домогательствах стало официальным, Брайан обращается за помощью к Мэлани. Желая поддержать Брайана, Майкл врёт Дэвиду о том, что его мать заболела, чтобы провести время с другом. Эмметт начинает встречаться с девушкой-лесбиянкой, чтобы доказать друзьям, что каждый гей может стать натуралом, если захочет, однако вскоре оба понимают, что их попытки ни к чему не приведут — Эмметт всё ещё думает о мужчинах, а его подруга — о женщинах. Джастин соблазняет Кипа и угрожает натравить на него своего отца-гомофоба, если тот не отзовёт иск против Брайана. |                                                                  |                                       |                  |                                                          |
| |                                                                  |                                       |                  |                                                          |
| 1x15 | «The Ties That Bind» «Связующие узы»                             | 1 апреля (США) 16 апреля (Канада)     | Алекс Чаппл      | Гарт Уингфилд                                            |
| Линдси уезжает на конференцию и оставляет Гаса с Брайаном. К Дэвиду приезжает сын, с которым у него сложные отношения. К Брайану приходит его отец, Джек, и говорит, что он умирает от рака лёгких. После этого Брайан решает рассказать отцу, что он — гей. Тэд встречает бывшего коллегу, с которым испытывает радости садо-мазо-секса. |                                                                  |                                       |                  |                                                          |
| |                                                                  |                                       |                  |                                                          |
| 1x16 | «French Fried» «Рецепт по-французски»                            | 8 апреля (США) 23 апреля (Канада)     | Джереми Подэсва  | Джейсон Шефер                                            |
| У Дэвида и Майкла возникают разногласия относительной финансовой стороны совместного быта. В доме Линдси поселяется странный француз Гийом, который не даёт Мэлани видеться с Линдси и Гасом. Тэд и Эмметт сопровождают Мэлани в лесбо-клубе. Джастина отстраняют от занятий в школе после того, как он вступился за одноклассника, которого задирал Крис, продолживший публично оскорблять Джастина в присутствии учителя, который ничего не сделал, чтобы остановить его. Вечером Крис приходит на Либерти-авеню, и Джастин публично рассказывает о том, как он дрочил ему во время уборки. |                                                                  |                                       |                  |                                                          |
| |                                                                  |                                       |                  |                                                          |
| 1x17 | «Solution (How TLFKAM Got Her Name Back)» «Решение всех проблем» | 15 апреля (США) 30 апреля (Канада)    | Майкл ДэКарло    | Джонатан Толинс                                          |
| Дэвид устраивает званный ужин, на котором пройдёт сбор средств для кампании сенатора. Майкл, стыдясь свою мать и друзей, не приглашает их. Между тем, Джастин вновь сталкивает с проблемой гомофобии в руководстве школьного совета, сравнившего клуб толерантности, который хочет организовать Джастин, с собранием расистов. Дэбби и остальные всё же приходят на вечеринку, превращая её в яркое событие, от которого в полном восторге госпожа сенатор. Позже женщина приходит к академии Святого Джеймса, где учится Джастин, чтобы поддержать активистов, борющихся против гомофобии в стенах школы. Брайан решает отдать права на опеку надо Гасом Мэлани, когда узнаёт, что Гийом и Линдси собираются пожениться, чтобы француз остался в штатах. |                                                                  |                                       |                  |                                                          |
| |                                                                  |                                       |                  |                                                          |
| 1x18 | «Surprise Kill» «Убийственный сюрприз»                           | 22 апреля (США) 7 мая (Канада)        | Рассел Малкэхи   | Рон Коэн, Дэниэл Липман, Джейсон Шефер и Джонатан Толинс |
| Брайан встречает Дэвида в парилке, застав его за сексом с другим. Родители Джастина собираются разводиться, и тогда юноша решает отказаться от поступления в Школу изящных искусств Питтсубрга и пойти учиться в академию Дартсмут, как того хотел его отец. Майкл узнаёт, что Дэвид изменил ему и решает поступить также, когда на него кладёт глаз один из парней в «Вавилоне». Тэд сближается с Блэйком, который попал в больницу после очередной принятой дозы наркотиков. |                                                                  |                                       |                  |                                                          |
| |                                                                  |                                       |                  |                                                          |
| 1x19 | «Good Grief!» «Полезная скорбь»                                  | 29 апреля (США) 14 мая (Канада)       | Дэвид Уэллингтон | Гарт Уингфилд                                            |
| У Брайана умирает отец. Тэд хочет быть с Блэйком, несмотря на его наркозависимость и просит у юноши прощения за то, что обвинил его в краже бумажника. Когда у Дафни появляется ухажёр, девушка просит Джастина, чтобы тот стал её первым парнем. Эмметту не нравится зарождающийся роман Тэда и Блэйка. Дафни теряет невинность с Джастином. А Тэдд покупает цветы для Блэйка, что сильно задевает Эмметта. После поминок Брайан пытается соблазнить Майкла, но тот отказывает ему. Тем же вечером Эммет видит, как Блэйк покупает наркотики. Джастин понимает, что Дафни влюбилась в него, и решает расставить все точки над «и». После похода в боулинг Брайан наконец даёт волю чувствам. |                                                                  |                                       |                  |                                                          |
| |                                                                  |                                       |                  |                                                          |
| 1x20 | «The King Of Babylon» «Король Вавилона»                          | 10 июня (США) 21 мая (Канада)         | Рассел Малкэхи   | Джейсон Шефер и Джонатан Толинс                          |
| Приближается ежегодный конкурс «Король Вавилона». Тэд переживает, что Блэйк вновь может начать употреблять наркотики, а Эмметт ревнует. Майкл уговаривает Дэвида принять участие. Вик знакомится с парнем в туалете магазина, а через некоторое время звонит Дэб из полицейского участка. Эмметт встречает в клубе своего идеального парня. Дэбби обращается за помощью к Мэлани, как к адвокату. Джастин решает принять участие в конкурсе, чтобы привлечь Брайана и побеждает! Блэйк выручает Дэбби, которая ищет залог в 5 тысяч долларов за Вика. Брайан ревнует Джастина, увидев, как он занимается сексом с другим. |                                                                  |                                       |                  |                                                          |
| |                                                                  |                                       |                  |                                                          |
| 1x21 | «Running To Stand Still» «Бег на месте»                          | 17 июня (США) 28 мая (Канада)         | Майкл ДэКарло    | Гарет Уингфилд                                           |
| Брайан выигрывает престижную премию в области рекламы и получает предложение переехать в Нью-Йорк. С помощью Тэда Блэйк получает работу в конторе Мэлани. Вик должен предстать перед судом в ложном обвинении, и Эмметт вдохновляет его на борьбу за свои права и честное имя. Бывшая жена Дэвида разводится, и мужчина решает отправиться в Портленд, чтобы поддержать сына. Тэд находит пузырёк с наркотиками в вещах Блэйка. Брайану отказывают в последний момент. |                                                                  |                                       |                  |                                                          |
| |                                                                  |                                       |                  |                                                          |
| 1x22 | «Full Circle» «Полный круг»                                      | 24 июня (США) 25 июня (Канада)        | Алекс Чаппл      | Рон Коэн и Дэниэл Липман                                 |
| Брайану исполняется 30 лет. Дэвид просит Майкла переехать с ним в Портленд. Тэд узнаёт, что Блэйк не ходит на работу и хочет порвать с ним, но юноша ложится в реабилитационную клинику, чтобы сохранить отношения с Тэдом. Джастин не хочет идти на выпускной. Он приглашает Брайана в качестве пары, но тот ему отказывает. Дэвид говорит, что Майкл имеет право выбора, и должен сам решить, хочет ли он уехать с ним в Портленд. В последний момент Брайан передумывает и приходит на выпускной Джастина. После танца на глазах у изумлённой публики, на Джастина на автостоянке нападает с битой Крис Хоббс. Тэд и Эмметт приходят навестить Блэйка, и им сообщают, что юноша выписался. В тот момент когда опаздывая Майкл собирается сесть на самолёт вместе с Дэвидом, он получает звонок от Брайана. |                                                                  |                                       |                  |                                                          |
| |                                                                  |                                       |                  |                                                          |

↑  В США первая и вторая серия вышли в один день отдельными эпизодами.
↑  В Канаде пилотный эпизод состоял из первых трёх серий, показанных одним фильмом в премьерный день.

## Выход на видео
В США первый сезон сериала был издан на VHS и DVD 8 января 2002 год. VHS-коллекция состояла из 5 видеокассет. DVD-набор под названием «The Complete First Season. Collector’s Edition» состоял из 6 дисков, на которых кроме 22 эпизодов расположились дополнительные материалы:
- Вступление от Хэла Спаркса (англ. Scene Introductions By Hal Sparks)
- Неудачные дубли (англ. Behind The Scenes Outtakes)
- «Встречайте друзей»: биографии актёров, интервью и профайлы персонажей (англ. «Meet The Folk» Section Containing Biographies, Interviews & Character Profiles)
- Превью 2-го сезона (англ. Season 2 Sneak Preview)
- Музыкальная фото-галерея (англ. Music Photo Gallery)
- Описание и промоэпизодов (англ. Episodic Index, Previews & Summaries)
- 3 часа комментариев и расширенных версий эпизодов (англ. Approximately 3 Hours Of Special Edition Episodes & Commentaries)
- Бонусы для компьютера (англ. DVD-Rom Weblink)

В России сериал ни на DVD, ни на VHS не издавался.

## Интересные факты
- В первой серии Майкл говорит, что его рост — 5' 10", то есть 1 метр 78 см.
- Роды Линдси продлились 6 часов.
- В юношестве Брайан и Майкл были поклонниками актёра Патрика Суэйзи, став ими после выхода фильма «Грязные танцы».
- В 6 серии зрители узнают, что Гасом звали плюшевого медвежонка Джастина.
- Любимый мультфильм Майкла — «Леди и Бродяга».